# 알렉산드리아의 등대
알렉산드리아의 등대 또는 알렉산드리의 파로스 등대(그리스어: o Φάρος της Αλεξάνδρειας, 영어: Lighthouse of Alexandria 또는 Pharos of Alexandria)는 기원전 3세기 프톨레마이오스 2세에 의해 이집트 알렉산드리아의 파로스 섬에 세워진 거대한 등대이다. 100m에 달하는 높이를 갖고 있었으며, 세계 7대 불가사의 중 하나이다. 여러 세기 동안 인간이 만든 가장 높은 건축물이기도 하였다.
등대는 기원후 956년과 1323년 사이의 거대한 대지진으로 인해 파괴되어 돌무더기로 변하고 말았다. 고대의 불가사의들 중 세번째로 오래 살아남았으며(첫 번째는 이집트의 대피라미드, 두 번째는 할리카르나소스의 마우솔레움), 이것은 1480년까지 그 잔해가 남아 있었다.

하지만 이후 카이트베이 요새를 지으며 그 석조 잔해가 사라졌고, 파로스 등대는 완전히 역사속으로 사라지게 되었다.
1994년에, 프랑스 고고학자들이 알렉산드리아의 동쪽 항구 바닥에서 등대의 잔해를 발견했고, 2016년 이집트 문화부는 바다 아래 가라앉은 잔해들로 '세계 최초의 수중 박물관'을 만들겠다는 계획을 발표했다.

## 역사
파로스 섬은 나일 삼각주 서부에 위치한 작은 섬이었다. 기원전 332년 알렉산드로스 대왕이 알렉산드리아를 세웠고, 후에 알렉산드리아와 파로스 섬을 1200m가 넘는 돌다리로 이었다. 다리의 동쪽은 거대한 항구로 번성하였고, 서쪽에는 안쪽 분지를 확장하여 만든 유노스타스 항구가 들어섰다. 현대 알렉산드리아는 이 돌다리 안쪽의 바다를 메우고 확장하는 과정에서 만들어졌으며, 고대에 파로스 섬이었던 곳은 현재 '라스엘틴' 곶이라고 불리며, 이 곳이 고대 파로스 섬의 유일한 잔해이다. 한때 등대가 서있던 장소는 곶의 동쪽에 위치하고 있으며, 현재는 바다에 의해 침식되어 모두 수면 아래에 존재한다.

## 건설
파로스 등대는 기원전 3세기 경 알렉산드로스 대왕 휘하의 장군이자 헬레니즘-이집트 왕조인 프톨레마이오스 왕조의 첫 번째 통치자였던 프톨레마이오스 1세 소테르에 의해 건축되었다. 알렉산드로스 대왕이 죽자 프톨레마이오스는 스스로 이집트의 왕으로 즉위하여 자신을 소테르(구원자라는 뜻)로 칭하고 알렉산드리아 항구 부근의 파로스 섬에 등대를 건축하도록 명령하였다. 이에 따라 등대의 건축이 시작되었으며 그의 아들인 프톨레마이오스 2세 대에 이르러 완공되었고, 약 800탈렌트의 은이 들어갔다고 한다. 등대의 빛은 등대 상부의 화로에 의해 만들어졌고, 등대의 대부분은 백색 석회암으로 만들어졌다.
프톨레마이오스 2세의 치세에 소스트라투스라는 건축가에 의해 완공된 것으로 보인다. 스트라보는 등대에 붙어있던 금속판에 소스트라투스의 이름이 있었다고 전했고, 대 플리니우스는 이 소스트라투스라는 사람이 등대의 건축가였다고 하는데, 이에 관해서는 논란의 여지가 있다. 학자 루시안은 소스트라투스가 자신의 이름을 왕의 이름을 새겨넣은 판 아래에 새겨서, 후대에 그 판이 떨어진 후에도 자신의 이름은 계속 남아있도록 하였다고 주장하였다. 건축에 사용된 사암과 석회암은 도시 동쪽의 사막에 있던 채석장에서 채굴해 가져온 것으로 생각된다. 참고로 등대 하단의 기석에는 왕의 이름이 새겨져 있지는 않았지만 소테르라는 문구를 새겨져 있었다고 한다.
아랍인들은 이 등대에 대한 많은 기록들을 남겼는데, 모두 이 등대가 여러 차례의 지진으로 여러 차례 보수되었다고 말한다. 기록에서는 등대가 높이는 약 103~108m, 가로 길이 약 20m정도로 기록하였다. 아랍인들은 등대가 밝은 백색의 석회암으로 지어져 있었다고 썼고, 3개의 층으로 이루어져 첫 번째 층은 사각형, 두 번째 층은 팔각형, 세 번째 층은 원통형의 모습으로 지어졌다고 하였다. 아랍 지리학자 알 이디리시는 1100년도에 그가 등대를 직접 보고 난 후의 소감을 작성했는데, 그는 등대의 기저부의 벽돌들이 납으로 인해 서로 단단히 결합되어 있었고, 그 높이는 약 162m정도로 추정하였다.
등대의 꼭대기에는 거대한 거울이 있어 낮에는 햇빛을 반사하여 빛을 냈고, 밤에는 불을 붙여 빛을 밝혔다. 등대 옥상의 네 모서리에는 트리톤의 석상이 세워져 있었으며,맨 꼭대기에는 거대한 포세이돈 혹은 제우스의 신상이 항구를 굽어보고 있었다고 한다. 또한 바다와 접하는 면에는 제우스 신에게 바치는 헌사가 새겨져 있었다고 한다.
등대는 그 아름다움과 명성으로 인해 1183년 아랍의 지리학자 이븐 주바일의 기록에도 등장한다. 그러나 1303년과 1323년의 대지진으로 대부분이 파괴되었다.
1325년 이곳을 방문한 이븐 바투타는 지진으로 한 쪽 벽이 허물어져 내린 등대에 대해 다음과 같이 기술하였다.
…… 등대의 한쪽 벽은 이미 무너져버렸다. 등대는 하늘 높이 솟은 네모난 건물로서 문은 지상에 나 있다. 문 앞에는 문 높이의 건물 한 채가 있는데, 그 사이에는 나무판을 가로질러 놓아 문으로 통하게 하였다. 나무판만 치우면 속수무책이다. 문 안에는 등대지기가 앉을 자리가 하나 있고 등대 내부에는 방이 꽤 많다. 등대 내 통로의 너비는 9 쉬브르(약 2 m)이고 벽 두깨는 10 쉬브르(약 2.2m)이며, 등대 내변의 너비는 각각 140 쉬브르(약 31.5m)에 달한다. 등대는 시내에서 1 파르싸흐(약 6.24 km) 떨어진 높은 언덕에 있는데 삼면이 바다로 둘러싸여 있다.— 《이븐 바투타 여행기》

참고로 이븐 바투타는 1349년 다시 알렉산드리아를 방문하면서 등대를 보러 갔으나 그 때는 이미 등대가 완전히 허물어져 있었다. 바투타는 당시 술탄에게 건의하여 새로운 등대를 만들고자 했으나 결코 이뤄지지 못했고, 1480년 이집트의 술탄 카이타바이가 등대의 잔해로 카이타바이 요새를 만들면서 알렉산드리아의 등대는 완전히 사라지고 말았다.

## 파괴
등대는 이미 8세기와 10세기의 지진으로 인해 부분적으로 갈라지고 틈이 생기고 있었다. 판의 이동으로 인해 수많은 지진들이 이 지역 경계에서 발생하였으며, 1300년대의 지진으로 인해 거의 반파되었다. 기록에 따르면 10세기의 지진에 상부 20m정도가 무너져 내렸으며, 이를 복구하기 위해 원래의 동상 대신 이슬람 형식의 돔을 등대 꼭대기에 덮었다는 기록이 있다. 1303년에 크레타 섬에서 일어난 지진은 이미 약해져 있던 등대를 완전히 무너뜨렸고, 후에 1480년 이집트의 술탄이 등대의 잔해를 중세 요새를 만드는 데 사용하며 완전히 파괴되었다.
한 10세기의 작가는 등대의 파괴에 관한 일화를 전하는데, 비잔틴 제국의 첩자가 등대에 숨겨져 있던 보물을 찾기 위해 당시 술탄의 환심을 산 후, 그의 허락을 받아 등대의 기초 부분을 완전히 파헤쳤기 때문에 등대가 무너졌다는 소문이 있었다고 한다. 참고로 그 첩자는 배로 안전하게 비잔틴 제국으로 도망칠 수 있었다고 한다.

## 고고학적 발굴
1968년, 유네스코는 일련의 수중 고고학자들을 알렉산드리아의 항구에 파견하였고, 이 조사로 인해 등대의 잔해가 세상에 처음으로 다시 빛을 보게 되었다. 하지만 이 지역이 군사 지역으로 지정되고, 고고학자들의 인력 부족으로 이 발굴은 잠정 중단될 수 밖에 없었다. 1994년 프랑스의 고고학자 장이브 앙페레가 알렉산드리아 동쪽 항구의 바다 속에서 등대의 잔해를 발견하였고 1995년 공개하였다. 확실한 사진을 얻기 위해 특수 제작된 카메라를 이용하였고,이로 인해 수중에서 무너진 기둥과 벽들을 발견할 수 있었다. 가장 주요한 발견으로는 49~60톤에 달하는 석회암과, 30개의 스핑크스, 5개의 오벨리스크가 있다. 또한 복구를 통해 람세스 2세 당시의 유물을 다시 복원하기까지 하였다. 이 유물들은 현재 알렉산드리아 박물관에 있다. 1990년대 초반에 또다른 고고학자가 반대편 항구를 수색하였고, 지진으로 인해 바다 속으로 가라앉은 신전과 주거지역의 잔해를 발견하였다. 현재 다이빙으로 이 잔해들을 구경하러 가는 것이 가능하며, 유네스코와 이집트 정부는 이 유적들을 세계 유산으로 지정할 준비를 하고 있다.

## 복원
1978년부터 파로스의 등대를 현대식으로 다시 짓자는 의견들이 나오기 시작했고, 2015년에 이집트 정부가 알렉산드리아 항구의 분위기를 바꿔보자는 의도로 등대의 자리에 마천루를 짓는 안을 검토했으나, 반대 의견이 많고, 현재까지 특별한 실행조치는 확인되지 않았다.

## 영향

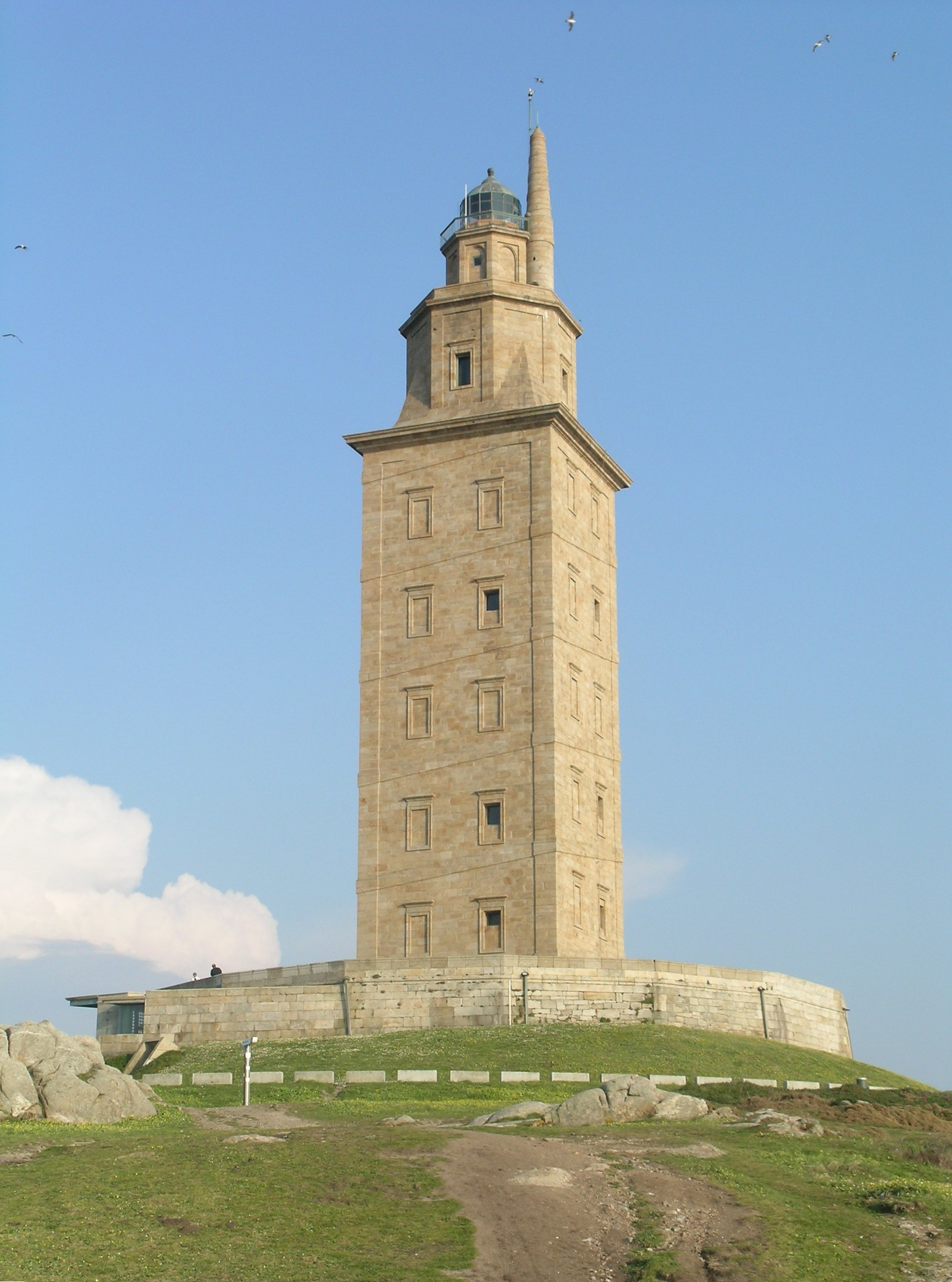
2세기경 스페인에 세워진 헤라클레스의 탑 (Torre de Hércules)

파로스는 여러 언어에서 "등대"를 뜻하는 낱말의 어원이 되었다. 그리스어(φάρος), 불가리아어(фар) 뿐만 아니라 프랑스어의 phare, 이탈리아어의 faro, 포르투갈어의 farol, 스페인어의 faro, 루마니아어와 카탈루냐어의 far과 같이 로망스어군의 많은 언어에서 그 영향을 찾을 수 있다.
파로스 등대의 건축 형태는 후대의 건축에 영향을 주었다. 파로스 등대와 같은 시기에 지어진 아부키르의 무덤과 로마 시대 히스파니아(스페인)에 세워진 헤라클레스의 탑은 명백히 파로스 등대의 모습을 본 뜬 것이다. 정방형의 하단과 팔각형의 중단, 그리고 둥근 모양의 상부가 그것이다.
2008년 3월 국제과학사학술지 제14권에서는 고대인들이 알렉산드리아 등대를 이용하여 지구의 둘레를 측정하였다는 기사를 수록하였다.

## 같이 보기
- 헤라클레스의 탑